# Nikolaj Aleksejevitj Orlov

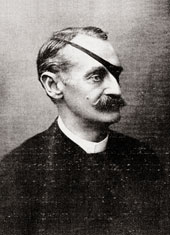
Nikolaj Aleksejevitj Orlov.

Nikolaj Aleksejevitj Orlov (ryska: Николай Алексеевич Орлов), född den 15 april 1828, död den 5 mars 1885, var en rysk furste och diplomat, son till Aleksej Fjodorovitj Orlov.
Orlov förlorade 1854 som överste ena armen och ena ögat vid belägringen av Silistria. Han hyste liberala politiska tänkesätt och yrkade mildhet mot Polen, ägde vetenskaplig bildning samt skrev ett arbete över Preussens fälttåg 1806 (Otjerk trechnedjelnago pochoda Napoleona protiv Prussii v 1806 g., 1856). År 1861 utnämndes han till faderns efterträdare som generaladjutant hos tsaren och befordrades 1878 till general av kavalleriet, men användes sedan 1860 oavbrutet på diplomatiska poster, som i Bryssel (1860-70), hos franska republiken (1872-84) och slutligen i Berlin.